# Xanthomelanodes dorsalis
Xanthomelanodes dorsalis là một loài ruồi trong họ Tachinidae.